# Янчук, Виктор Николаевич
Виктор Николаевич Янчук (род. 2 июля 1941, Алма-Ата, Алма-Ата, Казахская ССР, СССР) — советский и российский теннисист, тренер по теннису и публицист. Заслуженный тренер РСФСР, кандидат педагогических наук.

## Биография
Родился 2 июля 1941 года в Алма-Ате. Начал заниматься теннисом с 15 лет. Участник Всесоюзной спартакиады школьников (1957, Рига) и Спартакиады народов СССР (1959, Москва) в составе сборной команды Казахстана.

### Образование
В 1963 году окончил Казахстанский государственный университет.
В 1966 году заочно окончил Казахский институт физической культуры.
В 1983 году получил степень кандидата педагогических наук, защитив диссертацию на тему «Современные тенденции развития техники передвижений теннисистов и методика её совершенствования».

### Преподавательская деятельность
В 1959—1962 годах работал тренером по теннису в Казахстанском государственном университете.
В 1962—1967 годах работал в Алма-Атинских областных советах ДСО «Енбек», «Динамо» и «Буревестник».
В процессе изучения техники тенниса посредством анализа кино- и фотоматериалов, в 1965 году первым открыл и описал «разножку» (split-step) — универсальный старт. Янчук выделил этот ключевой технический элемент из множества других элементов передвижений теннисиста по корту.
В 1967 году поступил в аспирантуру Российского государственного университета физической культуры, спорта, молодёжи и туризма и переехал в Москву. Первая публикация о разножке появилась в сборнике тезисов молодых учёных института в 1968 году, а в открытой прессе — в 1969 году — в журнале «Кёхакультуур» (1969, № 10, Таллин).
Старший тренер ДЮСШ ЦСКА в 1970—1981 годах.
Старший тренер ШВСМ Спорткомитета г. Москвы в 1981—1982 годах. Капитан сборной команды СССР (девушек до 16 лет), выигравшей впервые европейский Кубок Гельвеции (1982, Швейцария, г. Леза).
Тренер-консультант ТК ЦСКА с 1991 года.
Капитан сборной команды России в розыгрыше Кубка Федерации (1992—1996) и команды России девушек в розыгрыше Кубка Гельвеции (1982; первая победа советских теннисистов в розыгрыше данного кубка).
Главный тренер теннисного клуба «Жуковка» с 1998 года.
Среди воспитанников Виктора Янчука — Н. Быкова (№ 70 WTA), Д. Ломанов (тренировал совместно с А. Афанасьевым и В. Полтевым), А. Ольховский (№ 49 АТР), К. Пугаев, Я. Бучина (финалистка среди юниорок US-Open в 2009 году).

### Награды и признание
- Заслуженный тренер РСФСР (1981)
- Государственный тренер по теннису Управления спортивных игр Спорткомитета СССР (1982—1991)
- Представитель Федерации тенниса СССР в международных теннисных организациях — ITF и Европейской теннисной ассоциации (1983—1990)
- Лауреат международного фотоконкурса «Wimbledon 1989»[1]
- Лауреат премии «Русский кубок» за вклад в развитие практики и методики обучения теннису (1999)
- Введён в «Зал российской теннисной славы», как лучший тренер России (2015)[6]
- Награда ITF «За развитие тенниса» (2018)